# Jardin zoologique de Berlin
Le jardin zoologique de Berlin (en allemand : Zoologischer Garten Berlin) est un zoo allemand, situé dans l'arrondissement de Mitte, au sein du quartier de Tiergarten. Fondé en 1844, c'est l'un des deux zoos que compte la ville de Berlin, il est le pendant au parc zoologique de Berlin-Friedrichsfelde, situé à l'est, dans le quartier de Friedrichsfelde. C'est le zoo le plus ancien d'Allemagne.
Couvrant une superficie de 35 hectares au sud du Großer Tiergarten, il se trouve à proximité de la gare de Zoologischer Garten. Il fait partie des sept zoos d'Europe qui présentent des pandas géants.

## Historique
Fondé en 1844, les premiers dons d'animaux furent effectués par Frédéric-Guillaume IV, roi de Prusse.
En 1913, fut inauguré dans son enceinte, l'aquarium de Berlin, qui reste le plus grand d'Allemagne.
Pendant la Seconde Guerre mondiale, le zoo a été totalement détruit et seuls 91 animaux ont survécu, dont l'alligator Saturne. Après la guerre, il fut complètement reconstruit.
Depuis la réunification, le zoo de Berlin coopère très intensivement avec son homologue berlinois de l'Est, le parc zoologique de Berlin-Friedrichsfelde, au point que les deux institutions sont aujourd'hui dirigées par un seul et même directeur depuis le 31 janvier 2007.
En septembre 1979, un couple de pandas, Bao Bao et Tian Tian est offert au Chancelier Helmut Schmidt par le Premier ministre chinois Hua Guofeng, lors d’une visite en Allemagne de l’Ouest dans le cadre de la diplomatie du panda. Tian Tian meurt le 8 février 1984. Une autre femelle, Yan Yan est présentée au zoo à partir de 1995. Elle meurt en mars 2007.
En mars 2007, le zoo décide de sauver un ourson blanc abandonné par sa mère et le nomme Knut. Médiatisé, il est devenu le héros du film sorti en 2007, ainsi qu'une attraction et une marque déposée. Il meurt en 2011.
Bao Bao, le panda mâle arrivé en 1979, meurt le 22 août 2012.
En juin 2017, le jardin accueille de nouveaux un couple de pandas géants, prêtés par la Chine : Meng Meng et Jiao Qing.

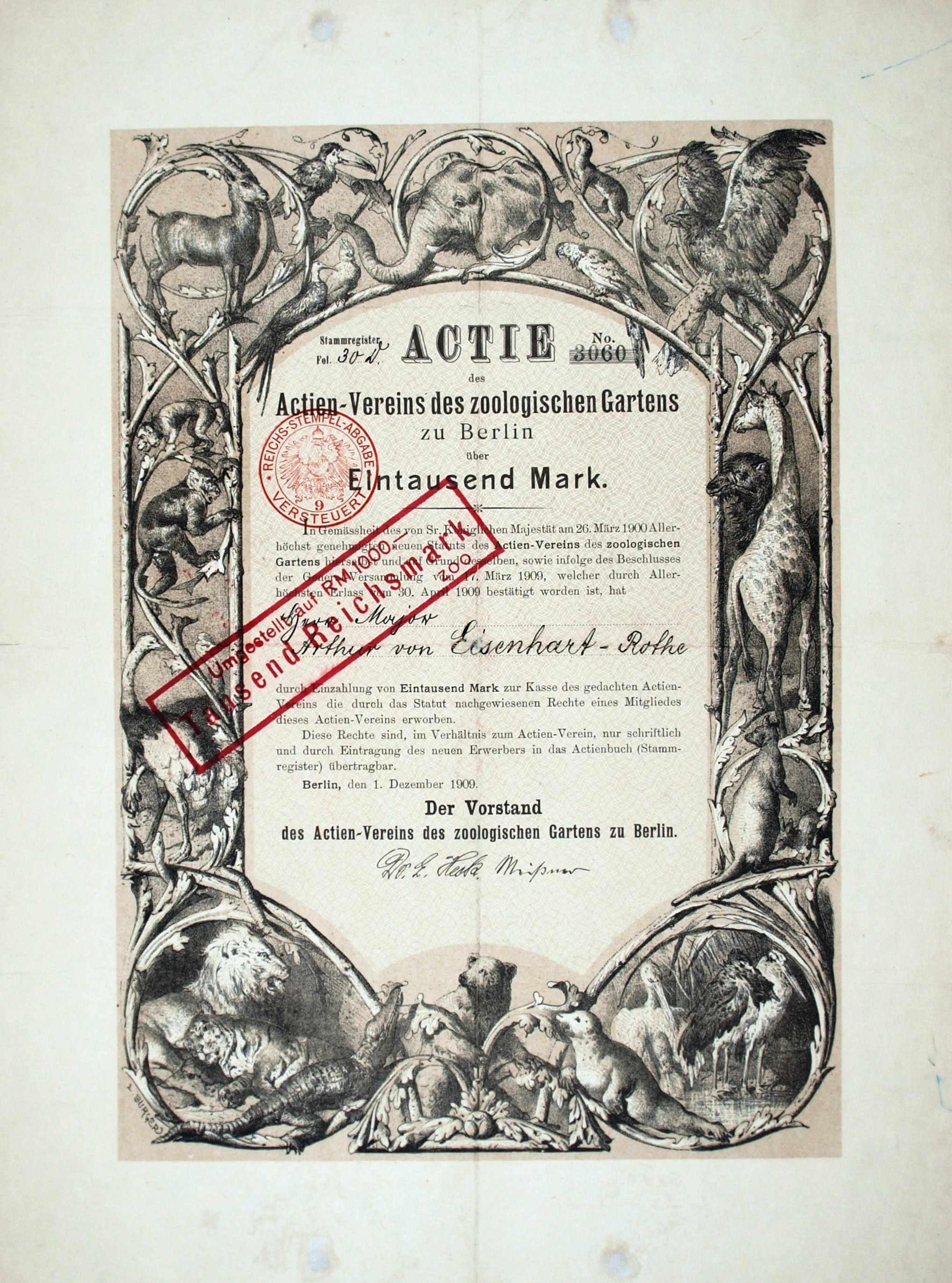
Action du zoo de 1909.
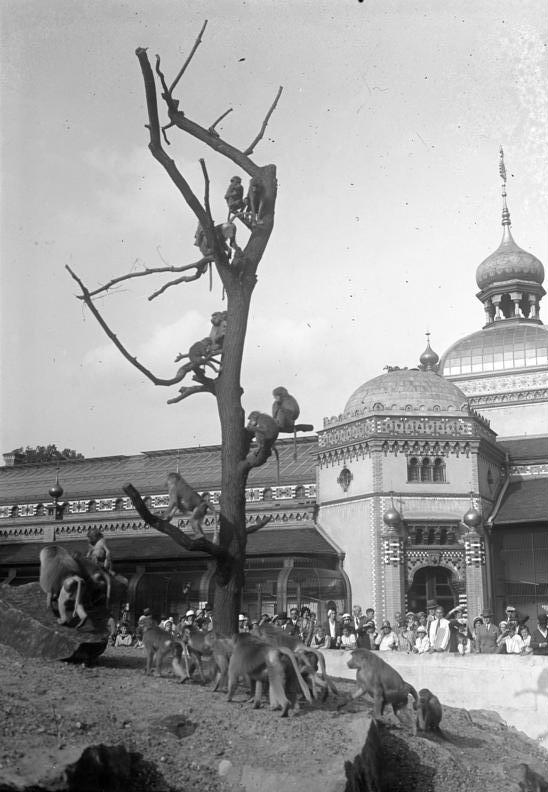
Singes du zoo en 1932.

## Installations et faune présentée
Au 31 décembre 2001, le zoo comptait 13 721 animaux représentant 1 511 espèces :
- 1 327 mammifères, 237 espèces ;
- 2 636 oiseaux, 501 espèces ;
- 332 reptiles, 87 espèces ;
- 591 amphibiens, 48 espèces ;
- 4 132 poissons, 428 espèces ;
- 4 703 invertébrés, 210 espèces.

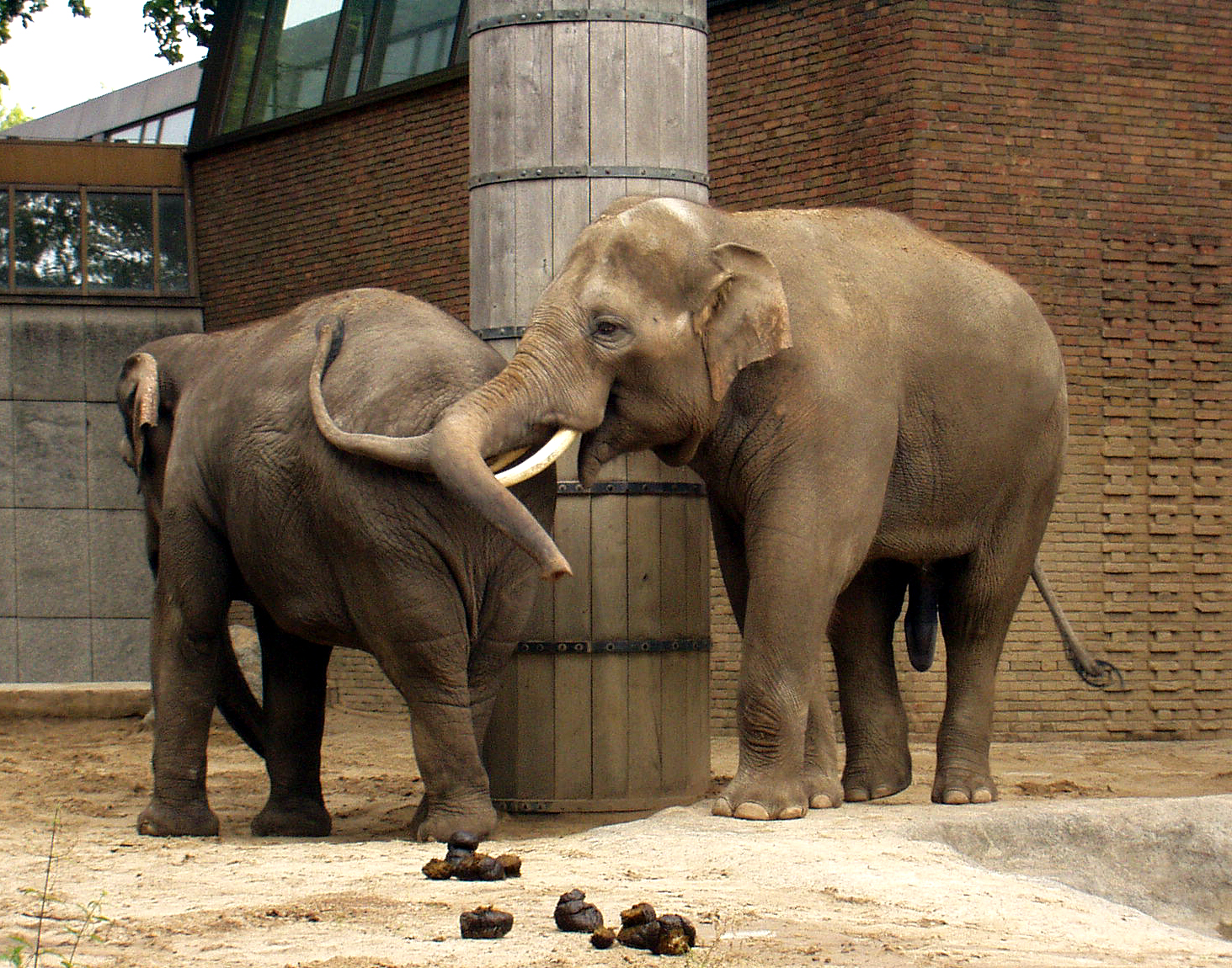
Éléphants d'Asie.
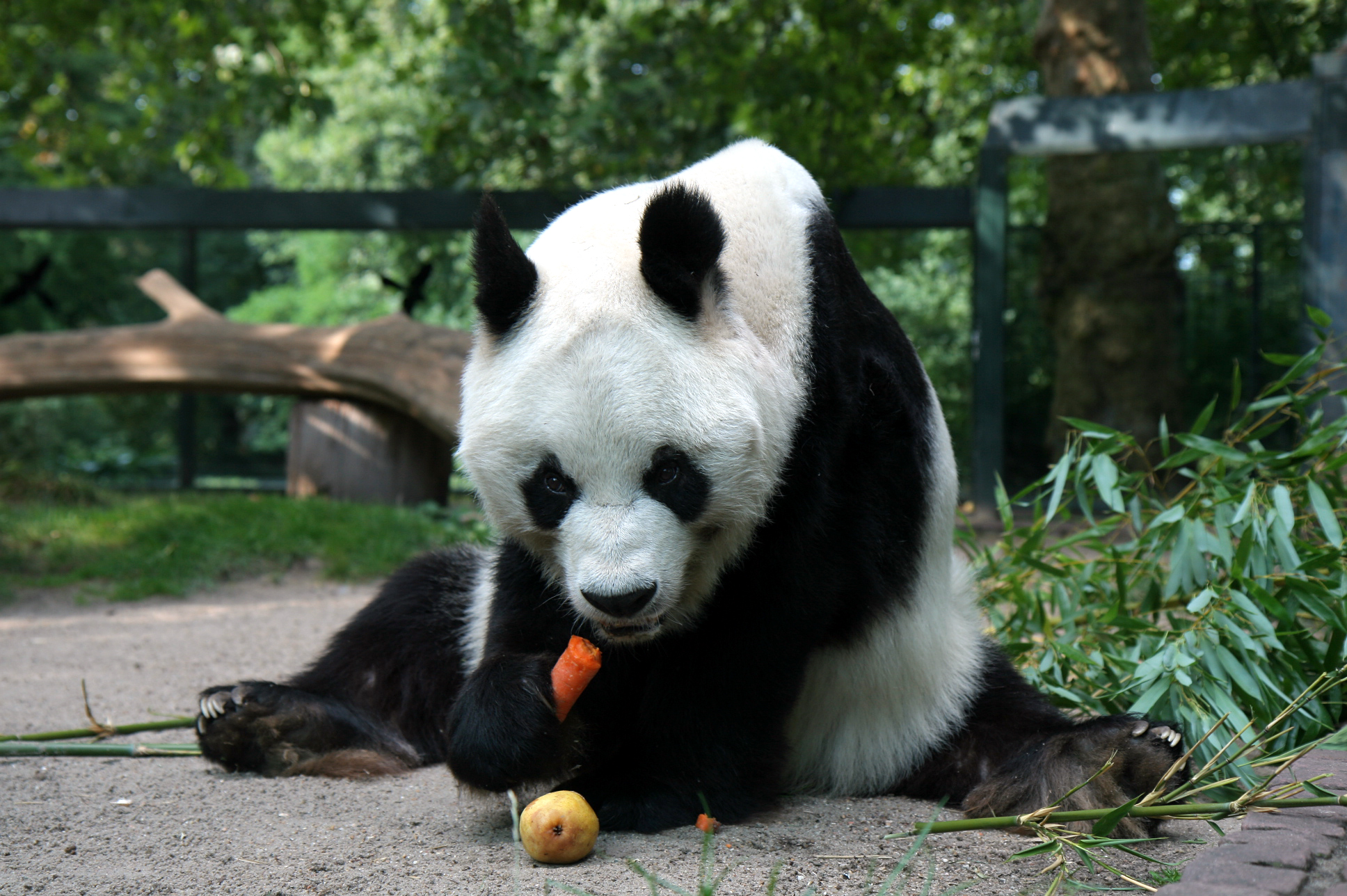
Panda géant Bao Bao.
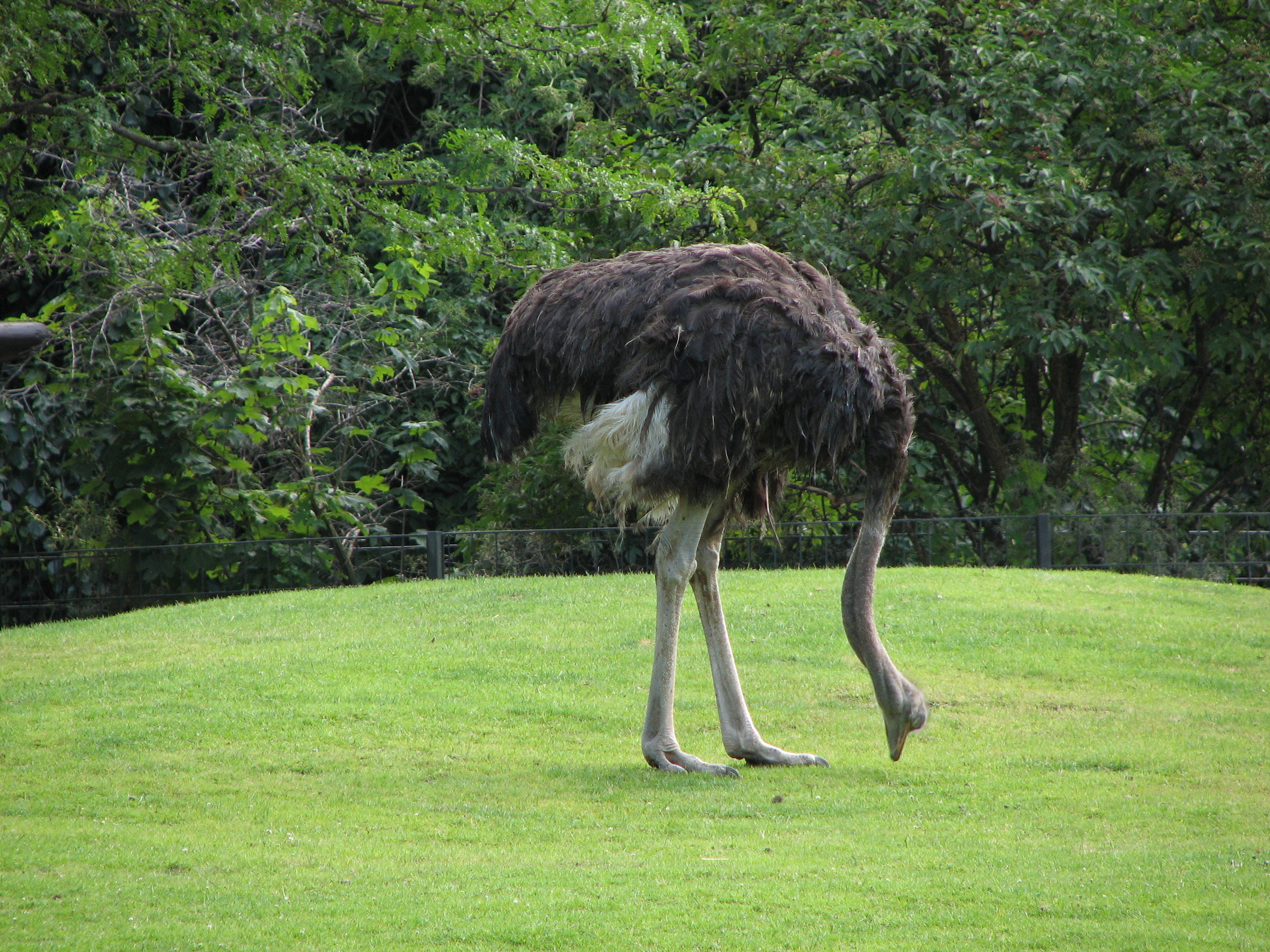
Autruche d'Afrique.
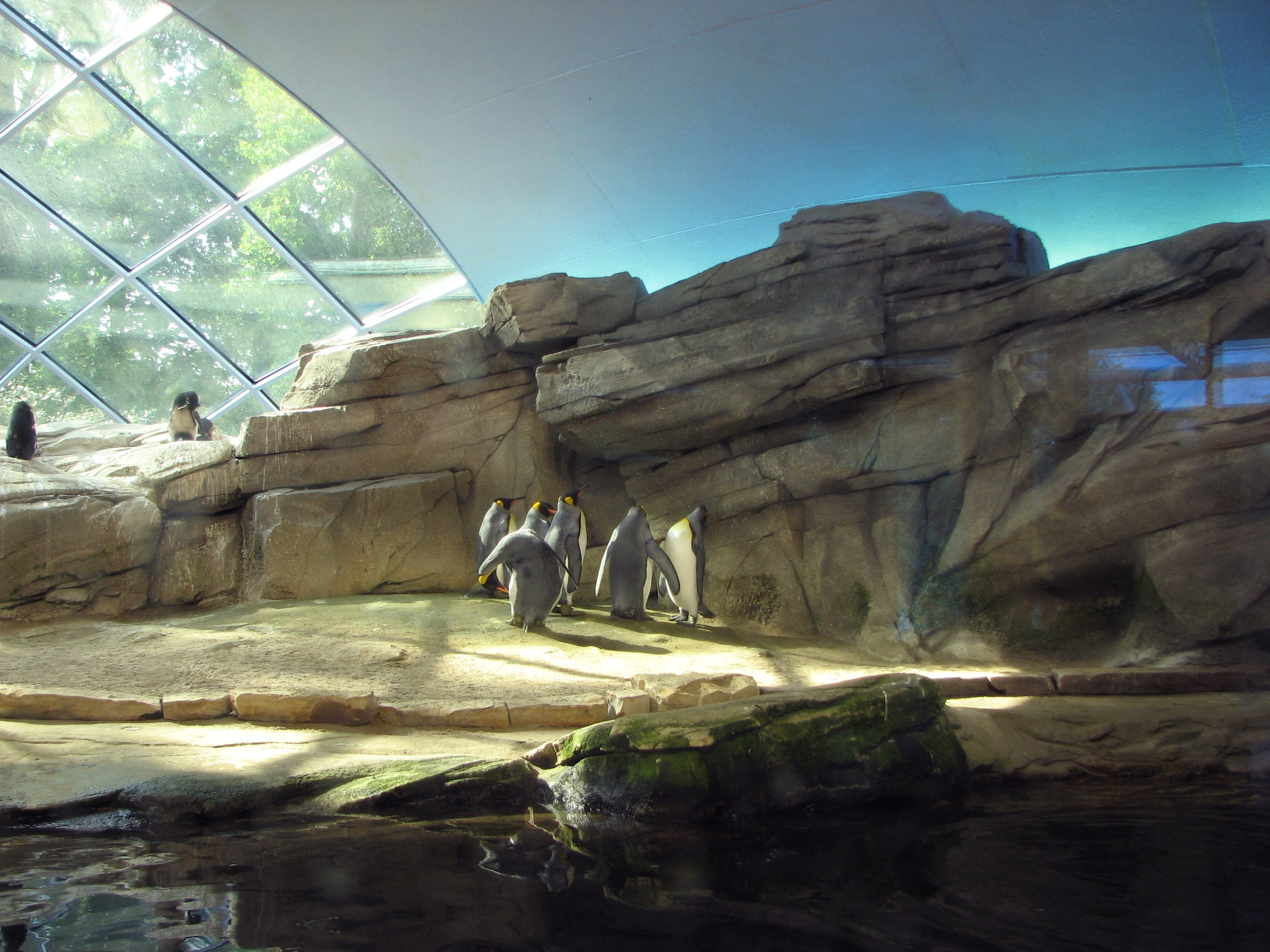
Manchots royaux.

## Économie
Le zoo est visité par 2 600 000 personnes chaque année.[réf. nécessaire] Avec, en 2009, plus de 3 millions de visiteurs, le zoo de Berlin est le zoo le plus visité d'Europe.[réf. nécessaire]